# Eurychilella
Eurychilella is een geslacht van wantsen uit de familie van de Miridae (Blindwantsen). Het geslacht werd voor het eerst wetenschappelijk beschreven door Odo Reuter in 1908.

## Soorten
Het genus bevat de volgende soorten:

- Eurychilella amazonica Carvalho, 1989
- Eurychilella bicolor Carvalho, 1953
- Eurychilella callangana Carvalho, 1990
- Eurychilella carioca Carvalho, 1985
- Eurychilella caruaruensis Carvalho, 1989
- Eurychilella cinnabarina Carvalho, 1953
- Eurychilella discoidalis (Reuter, 1912)
- Eurychilella fasciata Carvalho, 1953
- Eurychilella figueiredoi (Carvalho, 1944)
- Eurychilella hemiclava Maldonado, 1984
- Eurychilella nigra Carvalho & Rosas, 1962
- Eurychilella pallida Reuter, 1908
- Eurychilella paracatua Carvalho, 1985
- Eurychilella paraensis Carvalho, 1989
- Eurychilella peruana Carvalho, 1985
- Eurychilella rubra Carvalho, 1953
- Eurychilella venezuelana Carvalho, 1989